# Raz Segal
Raz Segal (in ebraico רז סגל‎?; ...) è uno storico israeliano, residente negli Stati Uniti.
È professore associato di studi sull'Olocausto e il genocidio presso l'Università di Stockton, dove dirige il Master in Studi sull'Olocausto e il Genocidio.

## Posizioni
Nel contesto della guerra tra Israele e Hamas, Segal ha descritto che il blocco della Striscia di Gaza da parte di Israele, che includeva la negazione di acqua, cibo, energia e carburante alla popolazione civile palestinese, come un "caso da manuale di genocidio". Secondo Segal, le Forze di Difesa Israeliane (IDF) sono attivamente impegnate in tre azioni genocide: omicidi, gravi lesioni corporali e attuazione di misure concepite con l'intento di distruggere la popolazione palestinese.

## Opere
- (EN) Raz Segal, Days of Ruin: The Jews of Munkács During the Holocaust, Yad Vashem, 2013, ISBN 978-965-308-428-5.[6]
- (EN) Raz Segal, Genocide in the Carpathians: War, Social Breakdown, and Mass Violence, 1914-1945, Stanford University Press, 2016, ISBN 978-0-8047-9897-6.[7]